# Regina Derieva
Regina Derieva (en russe : Реги́на Ио́сифовна Дери́ева), née le 7 février 1949 à Odessa, en Ukraine soviétique, et morte le 11 décembre 2013 à Stockholm, en Suède, (à 64 ans), est une poétesse et écrivaine russe. Elle est l'auteure d'une trentaine de livres, recueils de poésie, d'essais et de prose.

## Biographie
Née en Ukraine soviétique dans une famille d'origine juive fermement attachée à l'athéisme communiste. L'année de ses 16 ans, la famille déménage au Kazakhstan. En 1976, elle épouse Alexander, alors jeune artiste. 
De 1965 à 1990, elle vit et travaille à Karaganda, où elle suit des études universitaires, en musique, en philologie russe et en littérature.
Son premier poème est publié en 1965. Pourtant, ses écrits sont censurés par les autorités soviétiques et ne parviennent pas à être publiés. Son travail retient l'attention du poète Joseph Brodsky qui lui suggère de quitter l'Union soviétique. En 1991, accompagnée de son mari et de son fils, elle émigre en Israël, mais ne peut obtenir la nationalité israélienne  en raison de sa conversion au catholicisme, puis en Suède à Stockholm, où Regina continura à écrire des poèmes jusqu'à sa mort, en 2013.
Son travail a été traduit en de nombreuses langues, dont l'anglais, le français, l'arabe, le suédois, l'italien et le chinois.

## Ouvrages

### Poésie
- Handwriting (russe:  Почерк).  Alma-Ata:  Zhazuchy, 1978.
- Life Junction (russe:  Узел жизни).  Alma-Ata:  Zhazuchy, 1980.
- The First Sledge Road of Winter (russe:  По первопутку).  Alma-Ata:  Zhazuchy, 1985.
- Two Skies (russe:  Два неба).  Alma-Ata:  Zhazuchy, 1990.
- Absence (russe:  Отсутствие).  Tenafly, NJ:  Hermitage, 1993.
- Prayer of the Day (russe:  Молитва дня).  Jerusalem:  Radost' Voskresenia Publishers, 1994.
- The Last War (Sound book).  © 1998 by Holyland Records Ltd.  Compact disk.
- De profundis (en russe).  Jerusalem:  Magnificat Institute, 1998.
- Via Crucis (en anglais, italien, et russe).  Jerusalem:  Magnificat Institute, 1998.
- Inland Sea and Other Poems.  South Shields, UK:  The Divine Art, 1998.
- Winter Lectures for Terrorists (russe:  Зимние лекции для террористов).  London:  Horse Books, 1998.
- I nuovi fioretti di S. Francesco (en italien et en arabe).  East Jerusalem:  Artistic Press, 1998.
- The Pilgrim's Star.  South Shields, UK:  The Divine Art, 1999.
- L'Etoile du Pelerin.  South Shields, UK:  The Divine Art, 1999.
- Instructions for Silence (en français, anglais, et russe).  Jerusalem:  Abbaye de Latroun, 1999.
- In Commemoration of Monuments (en anglais et en russe).  East Jerusalem:  Art Printing Press, 1999.
- Fugitive Space (russe:  Беглое пространство).  Stockholm:  Hylaea, 2001.
- The Last Island (en anglais et en russe).  Stockholm:  Hylaea, 2002.
- Himmelens Geometri.  Skelleftea, Sweden:  Norma-Artos, 2003.
- A Collection of Roads:  Selected Poems (russe:  Собрание дорог).  St. Petersburg:  Aletheia, 2005.
- Alien Matter.  New York:  Spuyten Duyvil, 2005[4].
- Allt som tolv kejsare inte hunnit säga (en suédois et en anglais).  Stockholm:  Ars Interpres Publications, 2006.
- Oavbrutet svarta bilder.  Göteborg:  Carl Forsbergs bokförlag, 2007.
- The sum total of violations UK: Arc Publications, 2009. Cover art by Michael Zansky.
- Corinthian Copper.  Grosse Pointe Farms, MI:  Marick Press, 2010.

### Essais
- Three Possibilities to See the Kingdom of God.  Jerusalem:  Alphabet Publishers, 1994.
- The Meaning of Mystery.  Jerusalem:  Proche-Orient Chrétien and Modex, 1998.

### Prose
- In the World of Awful Thoughts (russe:  В мире страшных мыслей).  East Jerusalem:  Art Printing Press, 1998.
- The World is Full of Fools (russe:  Придурков всюду хватает).  Moscow:  Tekst, 2002.